# فيكتوريا بيتروشي
فيكتوريا بيتروشي (بالرومانية: Viktória Petróczi)‏ مواليد 27 فبراير 1983 في المجر، هي لاعبة كرة يد مجرية تلعب كحارس مرمى. مثلت منتخب المجر لكرة اليد للسيدات. وصلت مع فريقها إلى نهائي كأس أبطال الكؤوس الأوروبية لكرة اليد للسيدات في 2006.